# Гай Алфий Флав
Гай Алфий Флав (Gaius Alfius Flavus) е политик на Римската република през края на 1 век пр.н.е. Произлиза от фамилията Алфии, клон Флав.
Помага на Цицерон по време на неговия консулат (63 пр.н.е.). През 59 пр.н.е. той е народен трибун по време на консулата на Юлий Цезар и Бибул.
Помага на Цезар и става едил. През 54 пр.н.е. той става претор.